# Château du Nideck

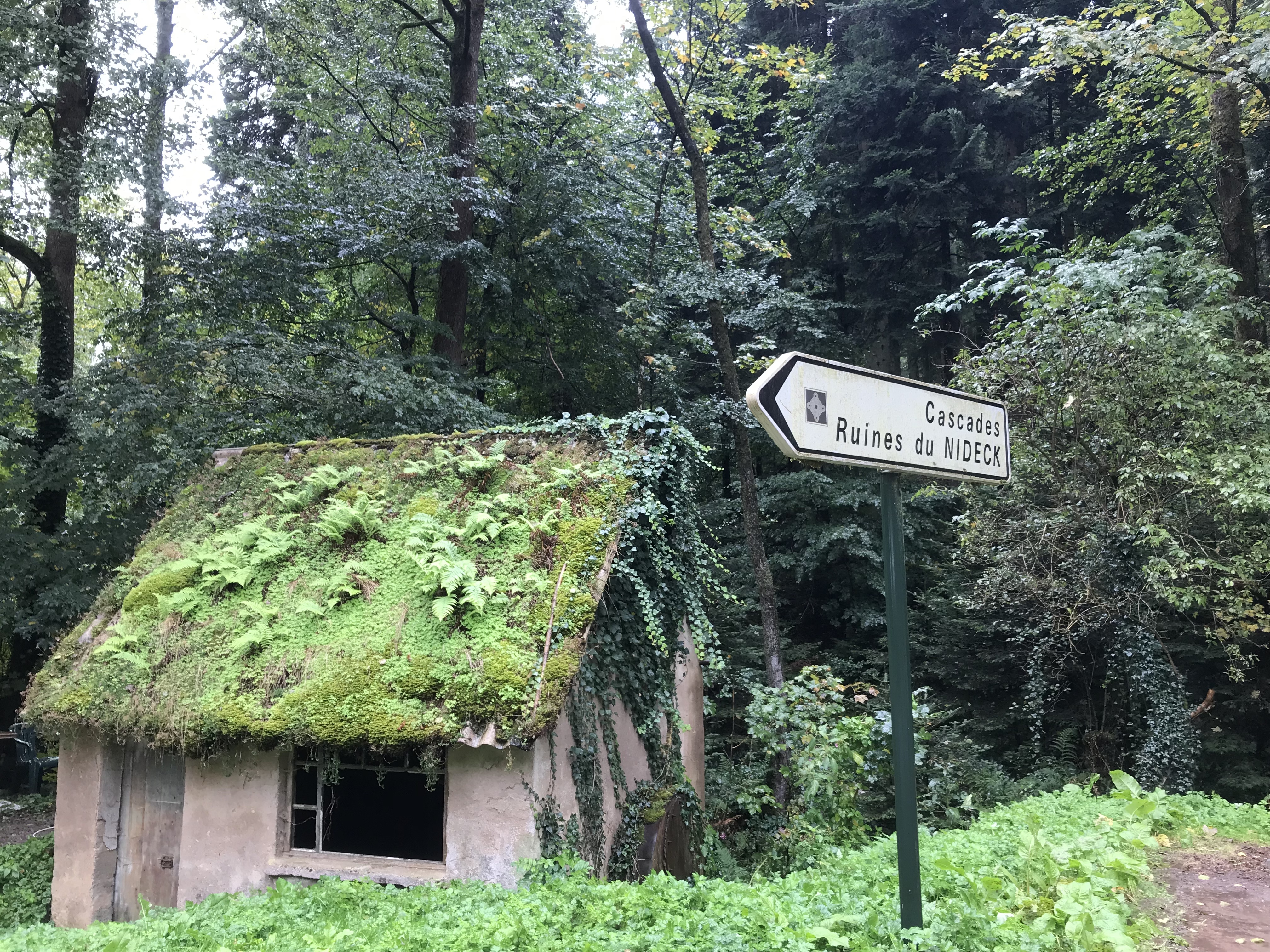
Panneau d'indication vers le château du Nideck

Situé sur les hauteurs de la route qui mène d'Oberhaslach à Wangenbourg, le château du Nideck est mentionné pour la première fois dans une charte en 1264, propriété du sire Bourckard, burgrave du Nideck.
Il fait l’objet d’un classement au titre des monuments historiques depuis décembre 1898.

## Historique

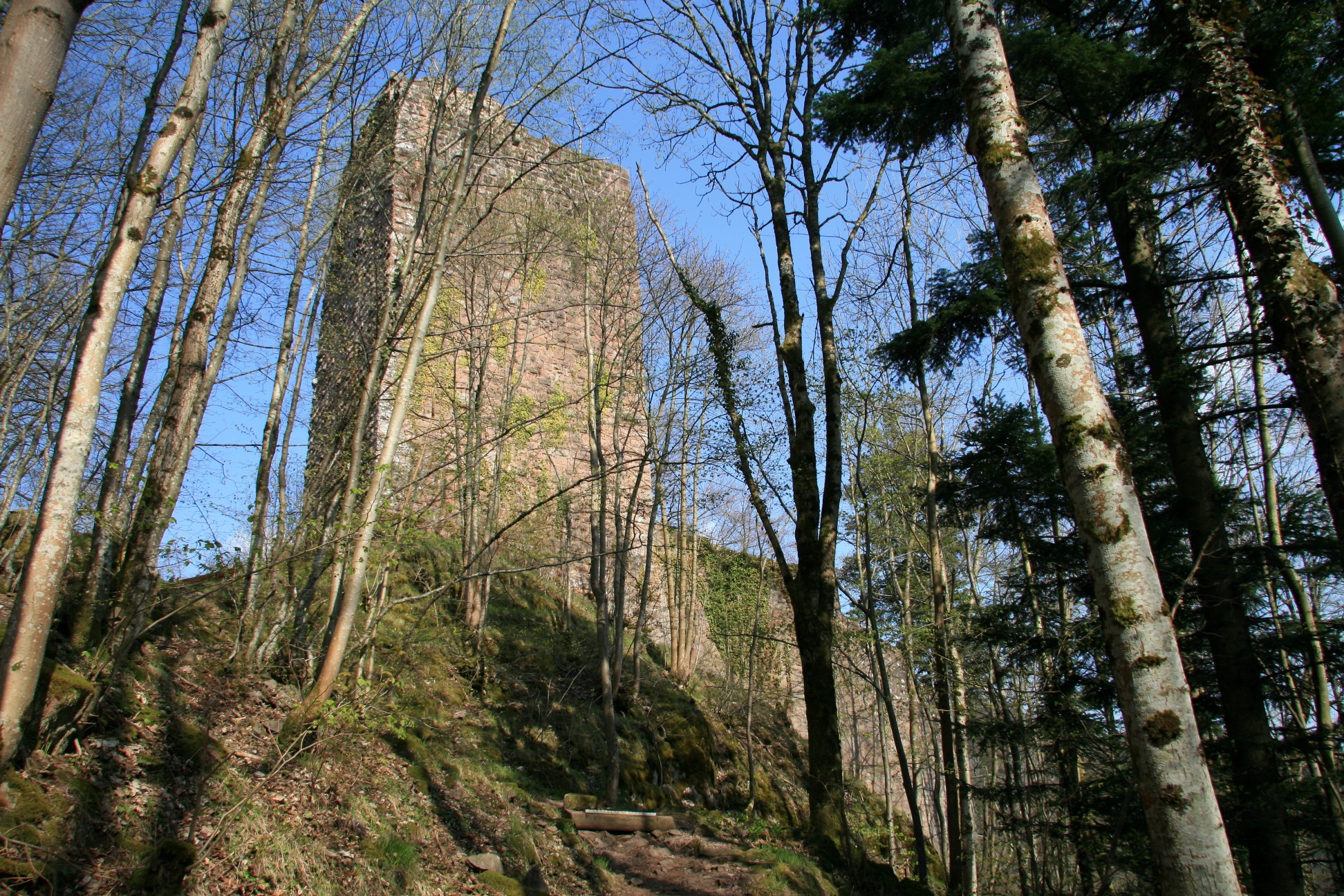
Château du Nideck.

En 1336, il est fait mention d'un second château, en contrebas du premier édifice, fief de l'évêché de Strasbourg et détenu par les landgraves de Basse-Alsace.
Le Nideck est ensuite la propriété des seigneurs de la région, aux XIVe et XVe siècles, au gré des différents conflits régionaux et autres brigandages. À noter que si la paix castrale de 1422 est appliquée, les réserves permettraient à une vingtaine de défenseurs de manger deux kilos de pain et de boire plus de deux litres et demi de vin par jour pendant deux mois. Le fait de consommer du pain, implique la possession de farine et la présence intra muros d'une réserve de bois et d'un four.
Il est assiégé par les Strasbourgeois en 1448. La famille de Müllenheim entre en possession du château et le conservera jusqu'en 1509. Il est définitivement détruit par un incendie en 1636.
Le château surplombe la cascade du Nideck, facilement accessible à pied.

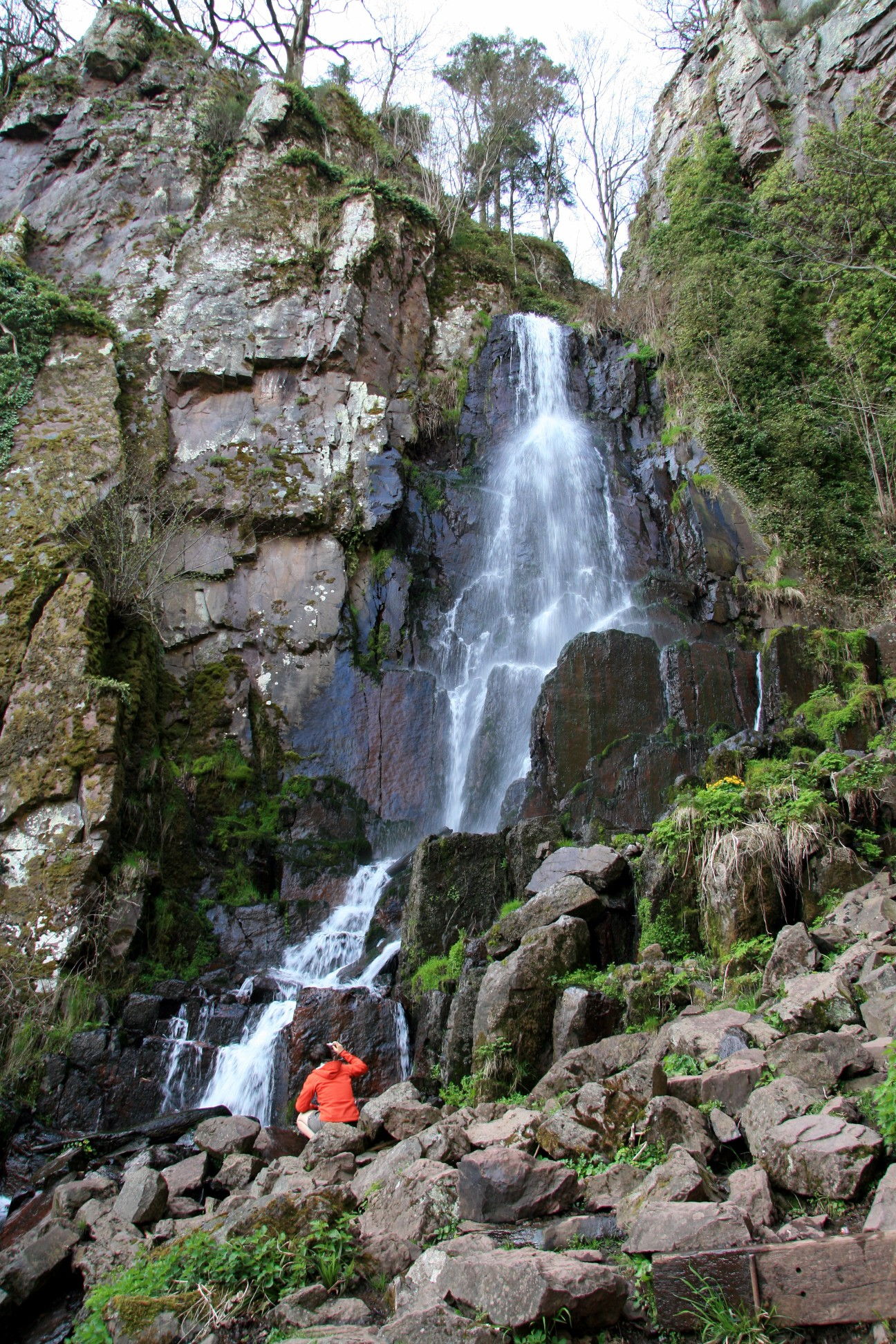
Cascade du Nideck.

## La légende du Nideck
En 1816, la légende du Nideck paraissait dans l'ouvrage sur les légendes des frères Grimm. C'est ce texte qui inspira le poète Adelbert von Chamisso pour composer Das Riesenfräulein - la fille du géant. La légende raconte que le château était habité par un couple de géants et leur petite fille. Un jour d'ennui, celle-ci se promena jusqu'à la plaine d'Alsace et découvrit ce qu'elle prit pour des jouets vivants. Une fois rentrée au château, son père lui expliqua qu'il s'agissait d'hommes et qu'il fallait les laisser à leur place car ils cultivaient la terre pour nourrir les géants.